# Erzgebirgsverein
Der Erzgebirgsverein e. V. (EV) ist einer der ältesten und traditionsreichsten Heimat-, Gebirgs- und Wandervereine in Deutschland. Er wurde 1878 gegründet.
Nach dem Zweiten Weltkrieg wurde der Verein mit seinen zahlreichen Zweigvereinen verboten, aber in Westdeutschland 1955 in Göttingen wiedergegründet. Erst nach der politischen Wende 1990 gab es auch im Erzgebirge die Neugründung. Ende 2008 verfügte der Verein über 3.859 Mitglieder in 61 Zweigvereinen. Vor 1945 waren es mehr als 25.000 Mitglieder. 1929 zählte der Erzgebirgsverein sogar über 28.000 Mitglieder in 156 Zweigvereinen und unterhielt eigene Unterkunftshäuser auf dem Fichtelberg bei Oberwiesenthal und dem Schwartenberg zwischen Seiffen und Neuhausen/Erzgeb.
Heute hat der Erzgebirgsverein 12 Schnitz- und 30 Klöppelgruppen. Die Mitglieder leisteten 2008 220.000 Stunden ehrenamtliche Arbeit. Wegewarte des Vereins betreuen 4.042 Kilometer Wanderwege im Erzgebirge mit 6.136 Wegweisern, 2.346 Sitzbänken und 377 Schutzhütten. Der Verein ist eingetragen in das Vereinsregister des Amtsgerichts Chemnitz (VR 30227).

## Geschichte

### Gründung und Aufbau der Vereinsstrukturen

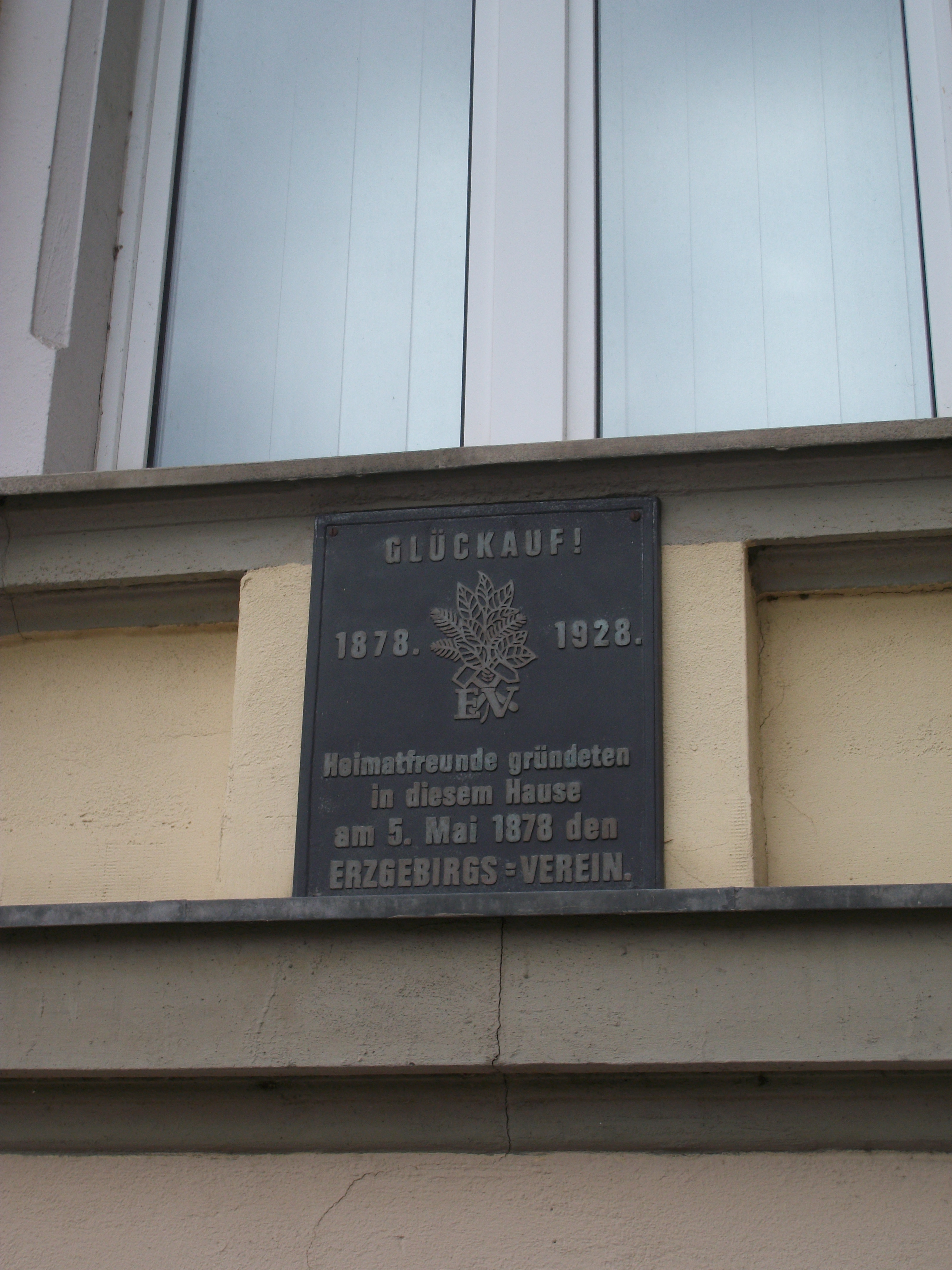
Ehemalige Gaststätte Bahnhofseiche in Aue-Zelle, Lößnitzer Straße 1 (Tafel Gründung EZV)

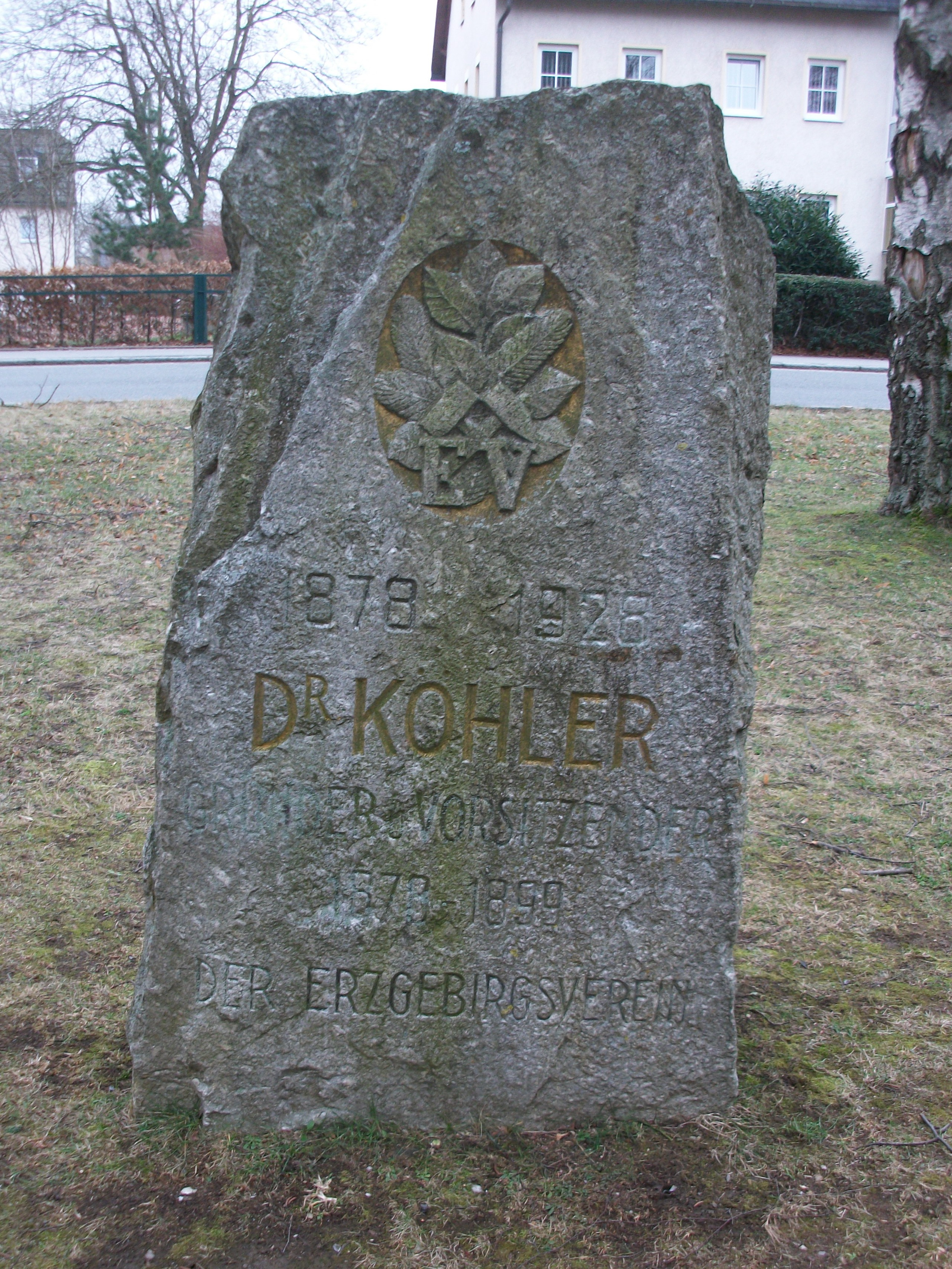
Denkmal Dr. Ernst Köhler in Schneeberg, Gründer des Erzgebirgsvereins

Am 30. Dezember 1877 unternahmen die Schneeberger Seminaroberlehrer Ernst Köhler und Hermann Möckel, der Ratsoberförster Arnold und der Baumeister Görling eine Schlittenfahrt durch das Auersberggebiet. Fasziniert vom Reiz der tiefverschneiten Wälder beschlossen sie bei der Einkehr im Drechslers Gasthof in Wildenthal, für das Erzgebirge einen Heimat- und Wanderverein zu gründen.
Der Erzgebirgsverein wurde dann am 5. Mai 1878 auf Anregung von Ernst Köhler, der auch als erster Vereinsvorsitzender fungierte, durch 63 Heimatfreunde des gehobenen Bürgertums in der Bahnhofseiche in Aue-Zelle gegründet. Noch im Gründungsjahr 1878 entstanden erste Zweigvereine in Schneeberg, Eibenstock, Schlema, Lößnitz, Wolkenstein, Schwarzenberg, Hartenstein, Marienberg, Glauchau-Waldenburg und Dippoldiswalde. Im Jahr 1880 gründete sich auch in Aue ein Zweigverein. Danach entstanden auch Zweigvereine außerhalb des eigentlichen Einzugsgebietes, z. B. in Berlin (1910), Hamburg (1933), Frankfurt am Main (1936) und Hannover (1936). 1932 war der Erzgebirgsverein mit 25.000 Mitgliedern der zweitgrößte Verein seiner Art in Deutschland nach dem Alpenverein.
Zum Erreichen seines Ziels, das Erzgebirge für Wanderfreunde aus nah und fern bekannter zu machen, („Pflege der Liebe zu unserer schönen Gebirgsnatur; Erforschung und Erschließung des Erzgebirges,[…] Hebung des Besuches unserer Gegend, Schutz und Unterstützung wanderlustiger Touristen“) wurden durch den Erzgebirgsverein in den ersten 50 Jahren seines Bestehens etwa 25 Aussichtstürme und Berggasthäuser errichtet. Weitere bereits früh einsetzende Aktivitäten waren das Markieren von Wanderwegen sowie die Herausgabe von Wanderkarten. Damit wurde der Fremdenverkehr in das Erzgebirge im ausgehenden 19. Jahrhundert beachtlich gefördert. Der Erzgebirgsverein gehört seit 1885 dem Verband der deutschen Gebirgs- und Wandervereine e. V. an.

### Zwischen 1920 und 1933
Unter dem Vorsitzenden Friedrich Hermann Löscher wandte sich der Erzgebirgsverein auch der Erforschung der Heimatgeschichte und Volkskunde zu. Löscher erklärte dazu: „Der Erzgebirgsverein will nicht nur Verkehrsverein oder Turmbauverein sein, sondern er will das Heimatgebiet auch nach Seiten der Volkskunde hin erschließen, ... will Forscherarbeit zur Volksseele, zur Sprache, zur Sitte und dem Wandel treiben“. Zahlreiche wertvolle Veröffentlichungen im Glückauf-Verlag folgten, u. a. durch die verdienstvollen Heimatforscher Walter Fröbe, Johannes Langer und Gerhard Heilfurth.

### Der Erzgebirgsverein im Nationalsozialismus
Von der Gleichschaltung der deutschen Vereine im April 1933 war auch der Erzgebirgsverein betroffen, der als Mitglied des Verbands der deutschen Gebirgs- und Wandervereine als Sportverein in den Nationalsozialistischen Reichsbund für Leibesübungen eingruppiert wurde. Die Jugendgruppen des Erzgebirgsvereins wurden zwangsweise in die Hitlerjugend eingegliedert. Ein bleibendes Zeichen der fortschreitenden Gleichschaltung ist z. B. Walter Fröbes 1933 gedrucktes Werk Ein Jahrtausend erzgebirgischer Geschichte, in dem sich bereits drei Kapitel nationalsozialistischen Gedankenguts finden. Sämtliche kulturellen Aktivitäten wurden in der Folge in die Veranstaltungen der NS-Organisation Kraft durch Freude sowie in das durch den Schwarzenberger Industriellen Friedrich Emil Krauß geführte Heimatwerk Sachsen – Verein zur Förderung des sächsischen Volkstums e. V. integriert. Vereinsfunktionäre, die nicht gewillt waren, in die NSDAP einzutreten, wurden gedrängt, ihre gewählten Ämter niederzulegen. Dies taten auf der Außerordentlichen Abgeordnetenversammlung am 4. und 5. Dezember 1937 der bisherige Vorsitzende des Vereins, Fritz Grundmann, und der Schatzmeister, Ratsoberförster i. R. Carl Heßmann, dem bei dieser Gelegenheit das höchste Ehrenzeichen des Erzgebirgsvereins, der Bergdank, verliehen wurde; Fritz Grundmann erhielt das goldene Ehrenzeichen des Hauptvorstandes und die Ehrenmitgliedschaft verliehen. Anschließend wurde der NSDAP-Kreisleiter von Annaberg, Werner Vogelsang, zum neuen Vorsitzenden gewählt, der sich ab März 1938 als Vereinsführer bezeichnete. Somit stand der politisierte Verein nunmehr vollständig unter Kontrolle der Partei. Der bisherige Annaberger Kreiskulturwart, Studienrat Max Günther, übernahm 1940 kommissarisch die Vereinsführung.

### Nachkriegszeit
Die Auflösung und Liquidierung des Vereins erfolgte durch das Gesetz Nr. 2 des Alliierten Kontrollrats vom 10. Juni 1945. Eigentum und Unterlagen des Vereins wurden in der Folge beschlagnahmt. 1948 wurde der Verein aus dem Vereinsregister Aue gelöscht.
Während in der eigentlichen Heimat des Vereins ein Neuanfang in der DDR nicht möglich war, erfolgte am 19. Juni 1955 in Göttingen eine Wiedergründung des Vereins in der BRD durch die von der Auflösung nicht betroffenen Heimatfreunde der Zweigvereine in Hamburg, Westberlin, Hannover und Frankfurt am Main sowie den neu gegründeten Zweigvereinen in Düsseldorf, Wolfsburg, Hameln, Krefeld und Goslar. Der Verein arbeitete nun als Erzgebirgsverein e. V., Sitz Frankfurt am Main (früher Schneeberg/Erzgebirge). 1976 wurde ein Erzgebirgisches Heimatmuseum eröffnet, 1978 konnte mit inzwischen 23 westdeutschen Zweigvereinen das einhundertjährige Jubiläum in Kirchberg an der Jagst gefeiert werden. Für seine Verdienste um Wandern, Heimat und Umwelt wurde der Verein 1984 durch Bundespräsident Karl Carstens mit der Eichendorff-Plakette ausgezeichnet.

### 1990–2010 – 20 Jahre Wiederbelebung

Das offizielle Logo des Jahrestages der Wiederbelebung des Erzgebirgsvereins 2010

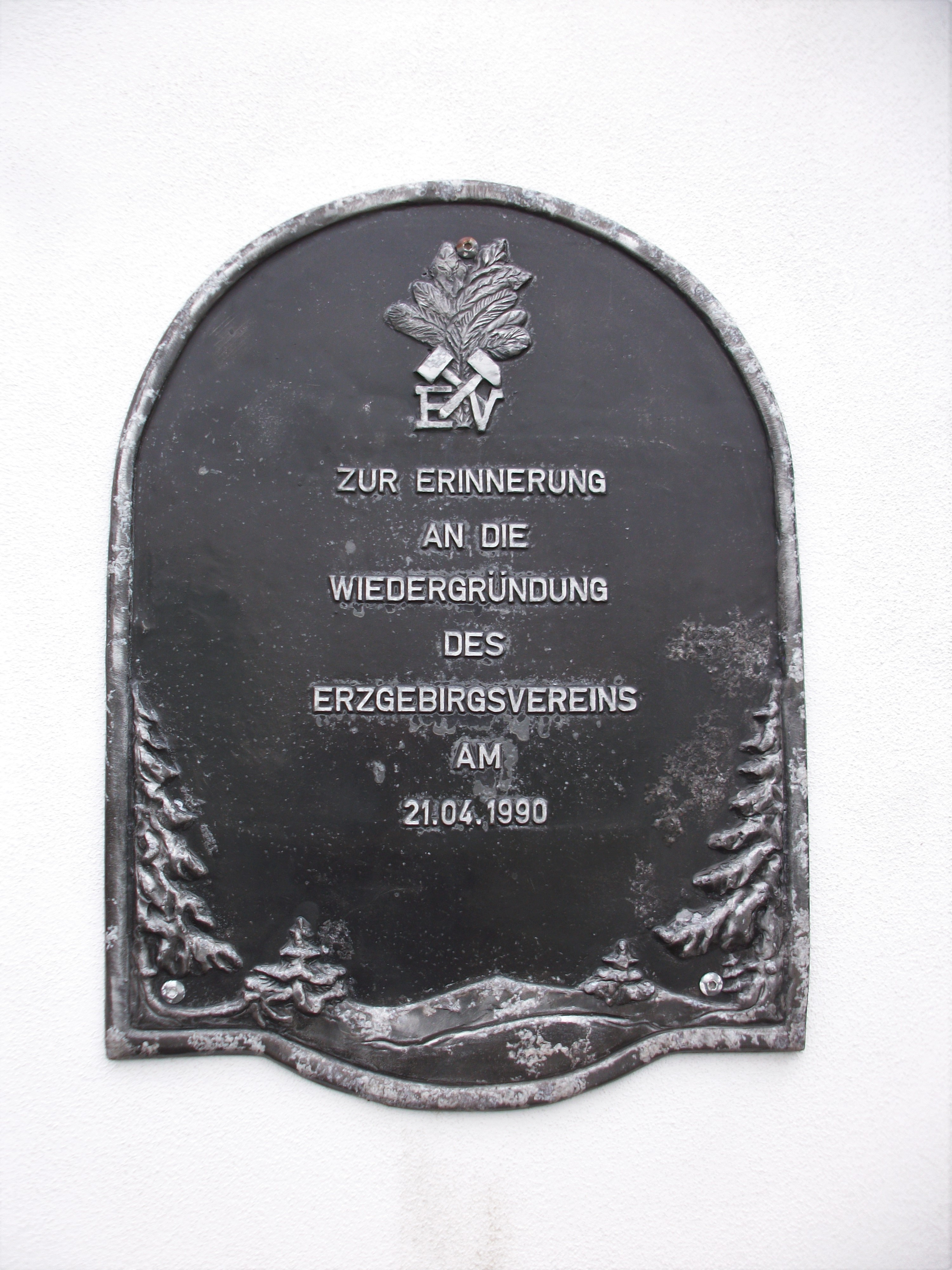
Kuchenhaus Zschorlau, Infotafel Wiedergründung Erzgebirgsverein 1990

Nach der politischen Wende wirkten bei der Wiederbelebung des Erzgebirgsvereins in dessen Heimat zunächst die Mitglieder des 1955 in Westdeutschland reaktivierten Erzgebirgsvereins federführend. Die Strukturen mussten zunächst neu ausgerichtet werden, da der Heimatverein in der DDR verboten war und Heimattradition und -pflege in der DDR nur im zentralisierten Kulturbund der DDR möglich war.
Der Wunsch nach schneller Rückkehr in die Eigenständigkeit als Heimatverein führte schon vor der offiziellen Neugründung zu ersten Gründungen. Als Pioniere sind die Heimatfreunde in Pobershau anzusehen, die schon am 20. Dezember 1989 den ersten Zweigverein wiederbelebten. Sie erhofften sich insgeheim damit, das Recht der Neugründung des Gesamtvereins vollzogen zu haben. Doch die formell-juristische Neugründung des Erzgebirgsvereins in den Neuen Bundesländern erfolgte erst am 21. April 1990 im Kuchenhaus in Zschorlau. Am 12. Oktober 1991 folgte in Eibenstock dann auch die Vereinigung mit dem westdeutschen Verein zum traditionellen Erzgebirgsverein mit Sitz in Schneeberg, wo der Verein 1878 gegründet worden war. Am 28. Mai 1990 wurde der Erzgebirgsverein in das Vereinsregister beim Kreisgericht Aue unter der Nummer 9 eingetragen.

### Wiederbelebung im Erzgebirge
Bereits vor der formellen Neugründung hatten sich die Zweigvereine Pobershau und Lauter (jeweils 1989), sowie Zschorlau, Schwarzenberg, Sayda, Bärenstein und Freiberg (jeweils 1990) wiedergegründet. Nach der Neugründung nahmen 1990 die Zweigvereine Geyer, Zwickau, Ehrenfriedersdorf, Markersbach, Annaberg-Buchholz, Mildenau, Olbernhau, Marienberg, Zwönitz und Bernsbach ihre Arbeit auf.

### Initiativen des Erzgebirgsverein 1990–2009
- Brauchtum: Zwischen 1990 und 2010 wurden über 9.500 Heimatabende durchgeführt, an denen mehr als 340.000 Gäste teilnahmen.
- Jugend: 16 Erzgebirgische Jugendkulturtage wurden für die Bereiche „Gesang, Instrumentalmusik und Mundart“ sowie „Schnitzen, Klöppeln und Basteln mit Naturmaterialien“ organisiert.
- Mundart: Neun Erzgebirgische Mundarttage wurden seit 1990 durchgeführt.
- Wandertage: 9.600 öffentliche Wanderungen wurden von den Zweigvereinen mit über 170.000 Wanderfreunden organisiert. 13 „Erzgebirgischen Wandertage“ fanden statt. 2003 richtete der Erzgebirgsverein den 103. Deutschen Wandertag aus 40.000 Wanderer aus dem gesamten Bundesgebiet kamen.
- Wegwarten: Der Erzgebirgsverein war im Dezember 2009 für die Pflege und Instandhaltung von 4.042 Kilometer Wanderwegen und Lehrpfaden verantwortlich. Dazu gehörten: über 2.350 Bänke, 430 Schutzhütten, 6.135 Wegweiser, 1.015 Übersichtstafeln sowie 577 Kilometer Loipen.[7]

## Vereinsvorsitzende

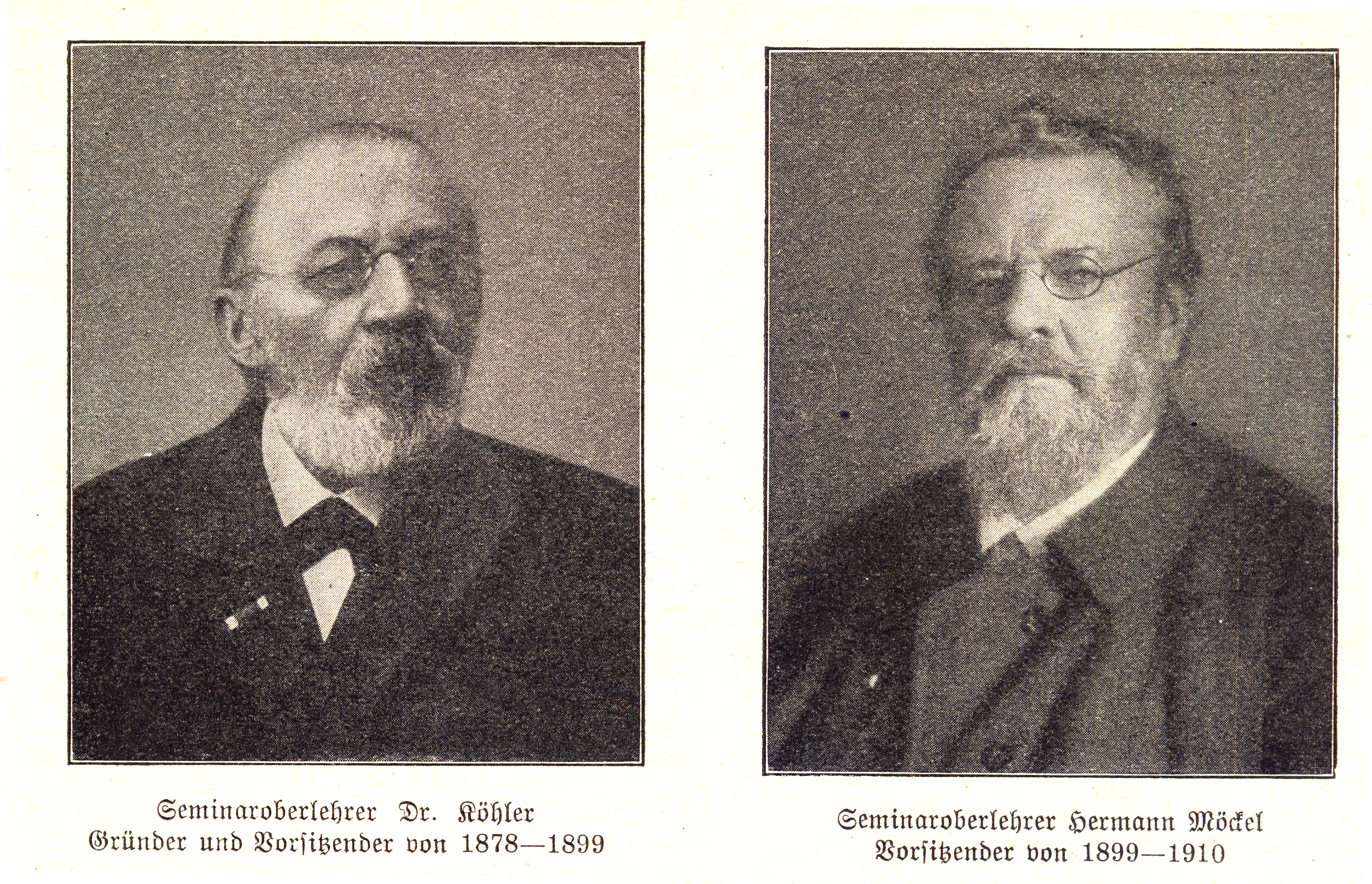
Vorsitzende Köhler und Möckel

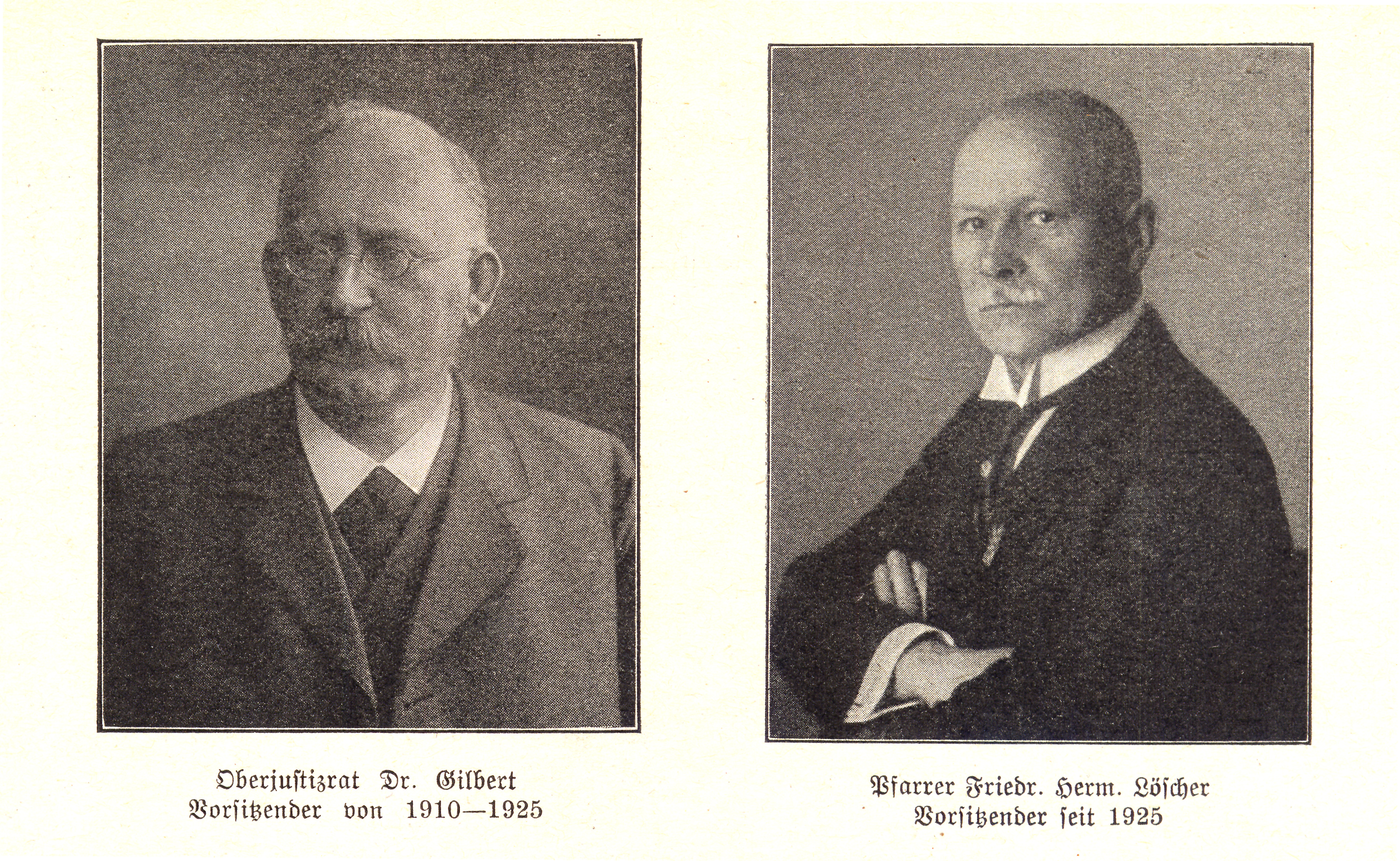
Vorsitzende Gilbert und Löscher

Als 1. Vorsitzende des Erzgebirgsvereins fungierten seit seiner Gründung:
- 1878–1899: Ernst Köhler, Seminaroberlehrer in Schneeberg († 1903)
- 1899–1910: Hermann Möckel, Seminaroberlehrer und Stadtverordnetenvorsteher in Schneeberg, später Dresden († 1920)
- 1910–1925: Paul Gilbert, Oberjustizrat in Hartenstein († 1925)
- 1925–1928: Friedrich Hermann Löscher, Pfarrer in Zwönitz
- 1928–1937: Fritz Grundmann, Oberstudiendirektor in Eibenstock
- 1937–1945: Werner Vogelsang, NSDAP-Kreisleiter in Annaberg, ab 1940 kommissarisch Max Günther
- 1955–1971: Erich Neubert, Bankoberinspektor in Frankfurt am Main
- 1971–1980: Gottfried Zeidler, Betriebsleiter in Gaildorf
- 1980–1991: Hermann Kaden, Oberstleutnant a. D. in Ansbach
- 1991–2007: Wolfgang Kraus, Gymnasiallehrer in Johanngeorgenstadt
- seit 2007: Gabriele Lorenz, Leiterin des Amtes für Kultur und Tourismus der großen Kreisstadt Radebeul

## Mitgliederentwicklung des Erzgebirgsvereins
| Jahr | EZV | Mitgl. | Mitgliederstärkste Erzgebirgsvereins-Zweigvereine (EZV)                                      | Beleg  |
| ---- | --- | ------ | -------------------------------------------------------------------------------------------- | ------ |
| 1883 | 031 | 02.309 |                                                                                              | [ 3 ]  |
| 1903 | 060 | 07.769 |                                                                                              | [ 3 ]  |
| 1907 | 077 | 10.329 | Chemnitz (1.411), Zwickau (907), Leipzig (830)                                               | [ 10 ] |
| 1908 | 082 | 12.353 |                                                                                              | [ 8 ]  |
| 1913 | 110 | 17.750 |                                                                                              | [ 8 ]  |
| 1918 | 122 | 13.200 |                                                                                              | [ 8 ]  |
| 1923 | 134 | 25.175 |                                                                                              | [ 8 ]  |
| 1924 | 137 | 27.126 | Chemnitz (2.900), Leipzig (1.216), Aue (820), Zwickau (820), Olbernhau (750), Freiberg (700) | [ 11 ] |
| 1925 | 139 | 29.350 | Chemnitz (3.317), Leipzig (1.154), Zwickau (852), Aue (836), Olbernhau (760), Freiberg (760) | [ 12 ] |
| 1927 | 152 | 27.874 | Chemnitz (3.209), Leipzig (1.009), Aue (780), Zwickau (766), Freiberg (735), Olbernhau (720) | [ 13 ] |
| 1928 | 155 | 27.757 | Chemnitz (3.122), Leipzig (1.017), Aue (720), Zwickau (707), Freiberg, Olbernhau (700)       | [ 14 ] |
| 1929 | 158 | 27.320 | Chemnitz (2.916), Leipzig (900), Aue (720), Freiberg (700), Olbernhau (630)                  | [ 15 ] |
| 1932 | 167 | 22.112 | Chemnitz (1.862), Aue (802), Leipzig (707)                                                   | [ 16 ] |
| 2008 | 061 | 03.859 |                                                                                              | [ 2 ]  |

## Organisation

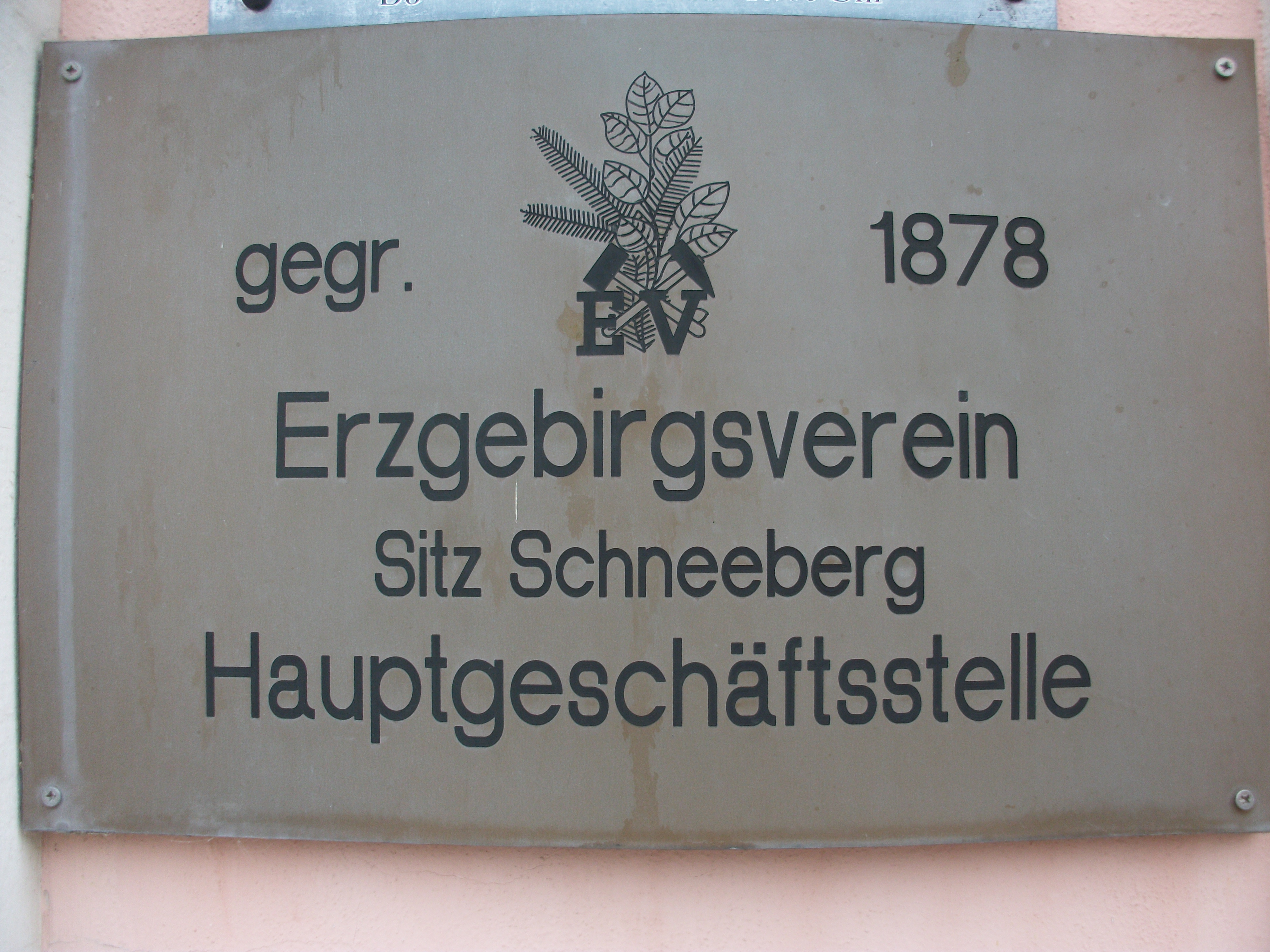
Schneeberg, Markt 6 (Freytag-Haus), Sitz des Erzgebirgsvereins

Der Erzgebirgsverein gliedert sich 2016 in 56 Zweigvereine (2009: 61; 2006: 63), die in vier Bundesländern wirken. 2016 gehörten dem Verein 3.300 Mitglieder (2008: 3.859) an.
Von den 3.859 Mitgliedern lebten Ende 2008 insgesamt 3.288 in Sachsen, vier in der Schweiz, je einer in Österreich und in San Diego/USA. Die meisten Mitglieder in anderen deutschen Bundesländern, die wie die „Ausländer“ als „Erzgebirgsbotschafter“ geführt werden (565 im Jahr 2008) stammten aus Nordrhein-Westfalen (201), Niedersachsen (110), Berlin (59) und Bayern (56). In der einstigen Hochburg Thüringen waren es 2008 nur noch fünf.
Die Geschäftsstelle des Vereins befand sich von 1955 bis 1991 in Frankfurt am Main, von 1991 bis 2008 in Johanngeorgenstadt und wurde im Februar 2008 wieder in ihre ursprüngliche Heimat nach Schneeberg verlegt. 1. Bundesvorsitzende ist seit 2007 Gabriele Lorenz.

## Zweigvereine

### Zwischen 1878 und 2012
Noch im Gründungsjahr 1878 entstanden erste Zweigvereine in Schneeberg, Eibenstock, Schlema, Lößnitz, Wolkenstein, Schwarzenberg, Hartenstein, Marienberg, Glauchau-Waldenburg und Dippoldiswalde. 1879 folgten Johanngeorgenstadt, Kirchberg, Lengenfeld und Schönheide. 1883 gab es bereits 31 Zweigvereine mit 2.309 Mitgliedern, 1903 60 mit 7.769 Mitgliedern.
Den ersten Erzgebirgszweigverein außerhalb des Sitzes Schneeberg gab es ab 1887 in Dresden, es folgten Außenstellen in Berlin (1910), Prag (1915), Hamburg (1933), Frankfurt/Main und Hannover (1936). 1978 gab es in der BRD (in der DDR war der Verein verboten) 23 Zweigvereine, 2009 im wiedervereinigten Erzgebirgsverein 60. Der bisher letzte EZV wurde 2008 in Zinnwald gegründet. Nachdem zwei Zweigvereine 2011 aufgelöst wurden, hatte der EV Ende 2012 60 Zweigvereine und etwa 3750 Mitglieder. Der Altersdurchschnitt der Mitglieder betrug im Juli 2012 64 Jahre.

### Zweigvereine in Sachsen seit dem Jahr 2012

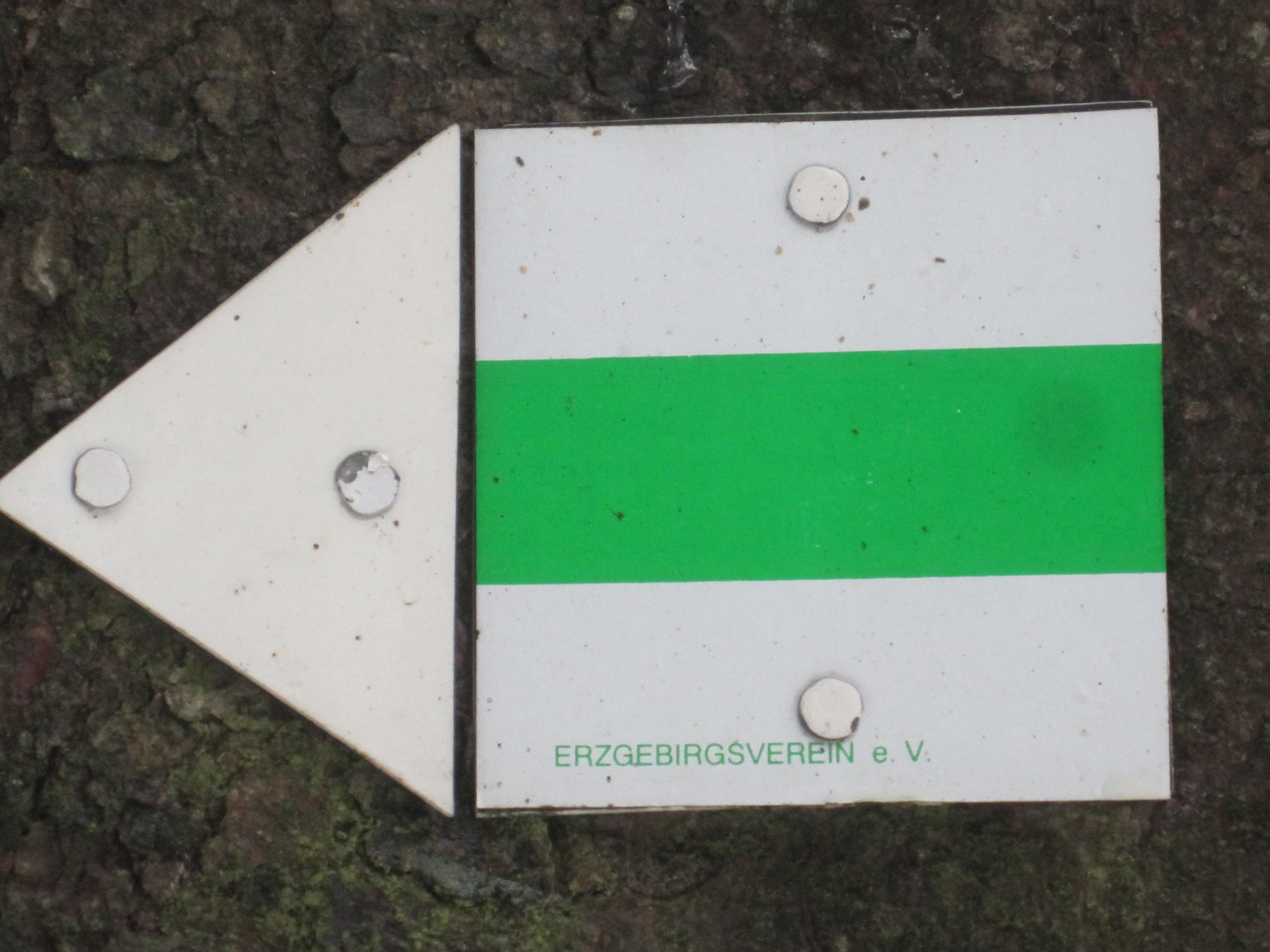
Wegweiser des Erzgebirgsvereins

In Sachsen gibt es gegenwärtig 53 Zweigvereine, und zwar in Albernau, Annaberg-Buchholz, Ansprung/Sorgau, Aue, Beierfeld, Bernsbach, Breitenbrunn, Bräunsdorf, Burkhardtsdorf, Bärenstein, Crottendorf, Deutschneudorf, Drebach, Dresden, Ehrenfriedersdorf, Elterlein, Erlabrunn/Steinheidel, Freiberg, Geising, Geyer, Gornsdorf, Hohenstein-Ernstthal, Hormersdorf, Johanngeorgenstadt, Jöhstadt, Klaffenbach, Lauter, Marienberg, Markersbach, Mildenau, Mulda, Neuhausen/Erzgeb., Olbernhau, Pobershau, Pockau, Raschau, Rittersgrün, Satzung, Sayda, Scharfenstein, Scheibenberg, Schlettau, Schneeberg-Neustädtel, Schwarzenberg, Seiffen, Steinbach, Stollberg, Tannenberg, Wiesenthal, Zinnwald, Zschorlau, Zwickau und Zwönitz (in alphabetischer Reihenfolge).
Die Zweigvereine Kirchberg und Reitzenhain wurden 2011 aufgelöst.

### Heutige Zweigvereine außerhalb Sachsens
Außerhalb Sachsens gibt es sieben Zweigvereine in Berlin, Dortmund, Düsseldorf, Hannover, Hildesheim, Köln und Solingen (in alphabetischer Reihenfolge).

## Vereinsziele
Satzungsgemäße Vereinsziele des Erzgebirgsvereins sind u. a.:
- Pflege des erzgebirgischen Brauchtums, des heimatlichen Liedgutes sowie der erzgebirgischen Mundart,
- Erhaltung und Verbreitung von Kenntnissen über Landschaft, Kultur und Geschichte des Erzgebirges und seiner Bevölkerung,
- Pflege des Wanderns für jedermann, sowie die Anlage, Markierung, Ausstattung und Betreuung von Wanderwegen und Wanderparkplätzen sowie die Herausgabe von Wanderkarten und Wanderliteratur,
- Koordinierende Konzeption der Wanderwege einschließlich von Markierungszeichnungen für das Erzgebirge und dessen Vorland,
- Pflege der Heimatkunde und Unterstützung von Umwelt- und Naturschutz sowie der Landschaftspflege,
- Pflege und Erhaltung von Kulturwerten sowie die Denkmalpflege und die Erhaltung und Wiederherstellung von anerkannten Baudenkmälern,
- Jugendarbeit, insbesondere die kulturelle und naturkundliche Bildung junger Menschen mit dem Ziel, sie zur Erforschung der Heimatgeschichte, zur Erhaltung und Pflege ihrer Denkmale, des erzgebirgischen Brauchtums, der Volkskunst und zur Mitarbeit im Bereich des Natur- und Umweltschutzes anzuregen sowie
- Förderung internationaler Gesinnung, der Toleranz auf allen Gebieten der Kultur und des Völkerverständigungsgedankens.

## Auszeichnungen
Neben der 1984 an den Erzgebirgsverein verliehenen Eichendorff-Plakette erhielten auch die folgenden Zweigvereine diese Auszeichnung:
- 2003 Zweigverein Freiberg[17]
- 2013 Zweigverein Hormersdorf[18]

## Glückauf! – Zeitschrift des Erzgebirgsvereins

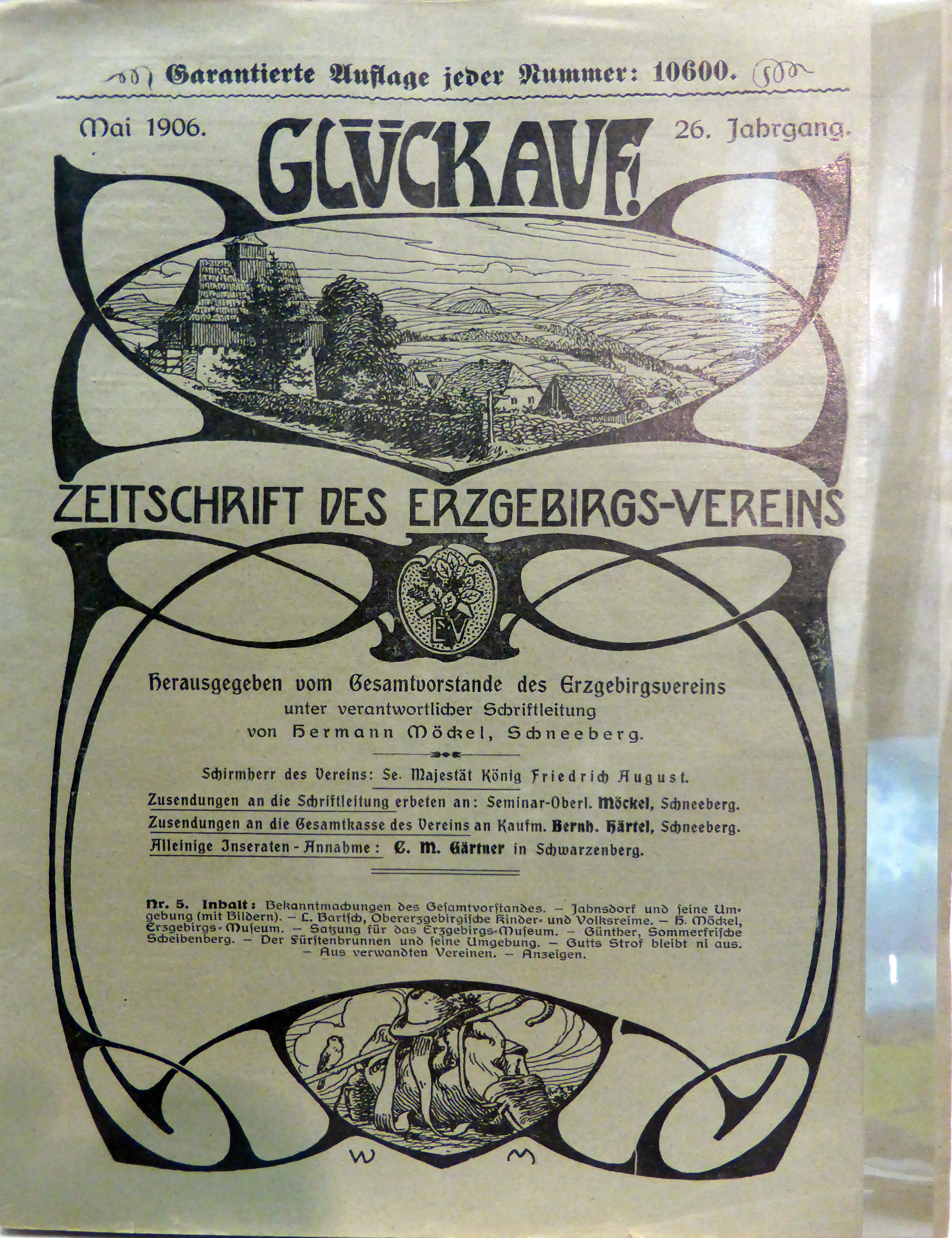
Glück auf! – Zeitschrift des Erzgebirgsvereins vom Mai 1906.

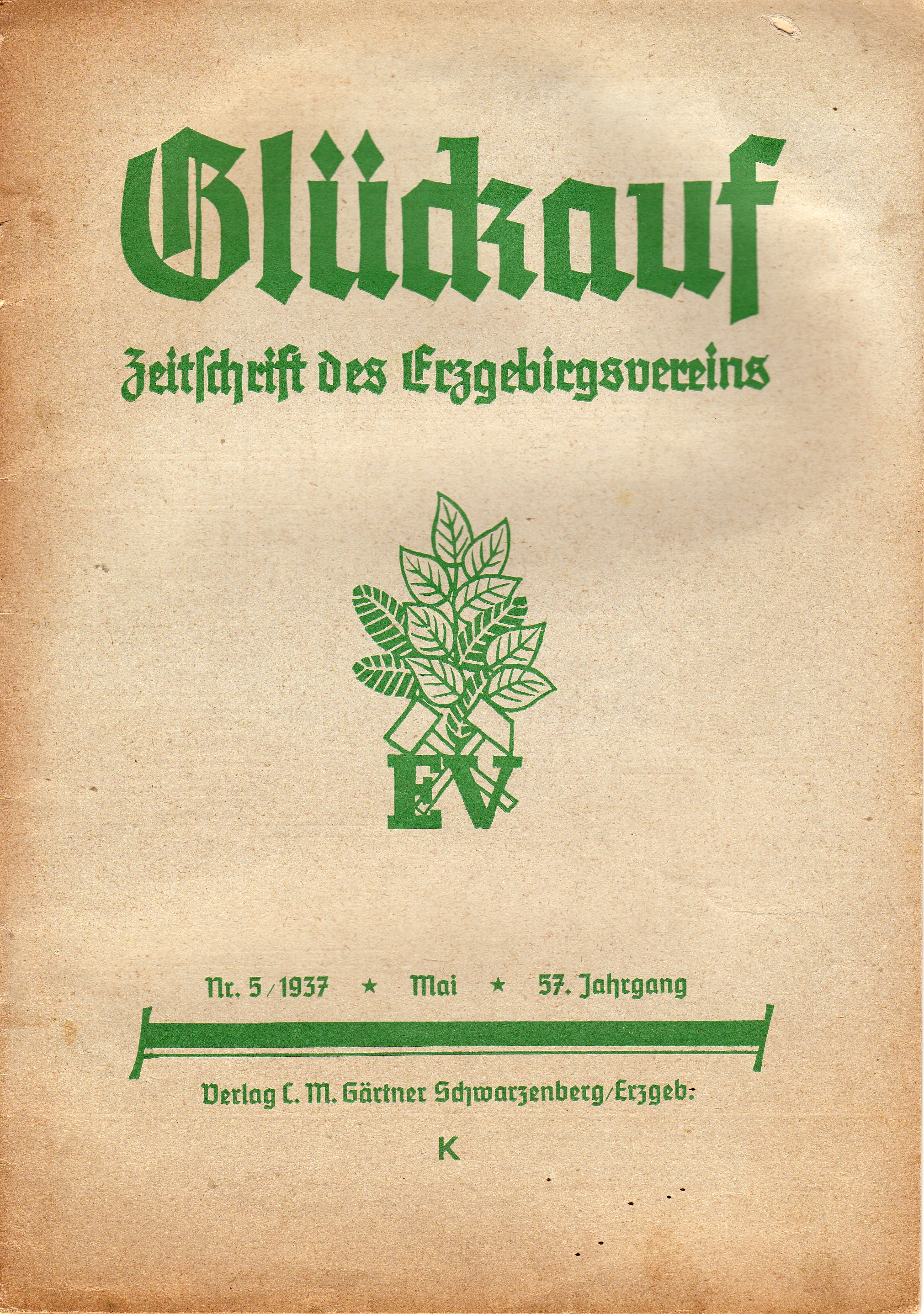
Zeitschrift Glückauf von 1937

Glückauf!, die Zeitschrift des Erzgebirges ist die 2011 im 122. Jahrgang erscheinende Vereinszeitschrift des Erzgebirgsvereins. Die erste Ausgabe erschien am 15. Januar 1881, damals mit einem Umfang von 12 Seiten und einem Satzspiegel von 12 × 19 Zentimetern. Den Vorschlag für den Namen Glückauf! – Zeitschrift des Erzgebirges hatte der Mitbegründer des Vereins und spätere Vorsitzende Hermann Möckel, ein Seminaroberlehrer aus Schwarzenberg. Vier Monate zuvor am 26. September 1880 wurde die Herausgabe eines Vereinsheftes auf der Hauptversammlung des Erzgebirgsvereins in Eibenstock trotz Bedenken beschlossen. Der Schneeberger Realschuldirektor Paul Neeße war der 1. Schriftleiter. Bis zu seiner Versetzung nach Frankenberg 1884 leitete er die Herausgabe, wurde dann vom Vereinsvorsitzenden Ernst Köhler und Möckel, der ab 1892 allein verantwortlich war, abgelöst. 1910 nach Möckels Rücktritt übernahm Paul Kabisch aus Leipzig die Herausgabe des Glückauf! Nach dessen Tod 1927 bis zur vorübergehenden Einstellung 1943 der Oberstudiendirektor Walter Fröbe, Schwarzenberg.
Die Zeit des Ersten Weltkrieges und der Wirtschaftskrise überstand die Vereinszeitschrift fast unbeschadet. Der Umfang von über 200 Seiten jährlich musste aber stark reduziert werden: 1918 auf 96, 1919 nur noch 86 und 1923 gar 42 Seiten. Im Jahr 1924 brachte sich Hugo Hartmann, der Mitinhaber der herausgebenden Druckerei C. M. Gärtner, Schwarzenberg/Sa. ein. Druck und Papier wurden verbessert und der Inhalt wesentlich erweitert. Die Auflage konnte auf 33.000 Exemplare gesteigert werden.
Noch heute erscheint jährlich in zehn Ausgaben (ca. 25 Seiten pro Ausgabe) die Vereinszeitschrift Glückauf. Lediglich zwölf Jahre während und nach dem Zweiten Weltkrieg bis zur Neugründung im Westteil Deutschlands 1955, erschien kein Glückauf, dann erst seit 1991 wieder im Erzgebirge, in Schneeberg.